# Stazione di Shin-Imamiya
La stazione di Shin-Imamiya (新今宮駅?, Shin-Imamiya-eki) è una delle principali stazioni di Ōsaka, ed è uno dei principali snodi della zona sud della città, assieme alla stazione di Tennōji. In realtà la stazione è costituita dagli scali di due diverse compagnie: JR West e Ferrovie Nankai, a cui si aggiungono le vicine fermate di Dōbutsuen-mae della metropolitana di Osaka e di Minami-Kasumichō della linea Hankai del tram di Osaka. La stazione è vicina alla zona tipica di Shinsekai.

## Linee

### Treni
- JR West
  - Linea Yamatoji
  - Linea Circolare di Ōsaka
- Ferrovie Nankai
  - Linea Nankai Kōya
  - Linea Nankai principale

### Metropolitane
- Metropolitana di Osaka
  - Linea Midōsuji (stazione di Dōbutsuen-mae)
  - Linea Sakaisuji (stazione di Dōbutsuen-mae)

### Tram
- Rete tranviaria di Osaka
  - Linea Hankai